# Achmad Jufriyanto
Achmad Jufriyanto (ur. 7 lutego 1987) – piłkarz indonezyjski grający na pozycji obrońcy.

## Kariera klubowa
Karierę piłkarską Jufriyanto rozpoczął w klubie Persita Tangerang. W 2007 roku awansował do kadry pierwszej drużyny i w jej barwach zadebiutował w pierwszej lidze indonezyjskiej. W 2008 roku przeszedł z Persity do Aremy Malang, a w 2009 do Pelity Jaya. W latach 2010–2013 grał w klubie Sriwijaya FC, a w 2013 przeszedł do klubu Persib Bandung.

## Kariera reprezentacyjna
W 2007 roku Jufriyanto został powołany przez selekcjonera Iwana Kolewa do reprezentacji Indonezji na Puchar Azji 2007. Na tym turnieju był rezerwowym i nie rozegrał żadnego spotkania. W reprezentacji zadebiutował w 2013 roku.